# The Overland Limited (film 1925)
The Overland Limited è un film muto del 1925 diretto da Frank O'Neill. Prodotto dalla Gotham Productions sotto la supervisione di Renaud Hoffman, il film aveva come interpreti Malcolm McGregor, Olive Borden, Alice Lake, Ralph Lewis, John Miljan.

## Trama
L'ingegnere David Barton, consulente di una ferrovia, progetta e supervisiona la costruzione di un ponte che deve attraversare una gola montana. L'operazione è osteggiata e boicottata da Brice Miller, rivale in amore di David che aspira alla mano di Ruth Dent. Big Ed, il padre di David, viene scelto per inaugurare il nuovo ponte a bordo del primo treno che lo attraverserà. Ma il treno deraglia a causa del sabotaggio di Miller; nell'incidente muore la madre dell'attentatore che, dopo le accuse rivolte a David, si fa avanti confessando contrito la sua azione. Il padre di David, sopravvissuto al deragliamento, fa ricostruire la campata distrutta.

## Produzione
Il film fu prodotto dalla Gotham Productions.

## Distribuzione
Il copyright del film, richiesto dalla Lumas, fu registrato il 7 luglio 1925 con il numero LP21635.
Distribuito dalla Lumas Film Corporation, il film uscì nelle sale statunitensi il 14 luglio 1925. La Stoll Picture Productions lo distribuì nel Regno Unito il 17 maggio 1926. In Danimarca, il film fu distribuito il 13 settembre 1926 con il titolo Dødsekspressen; in Finlandia, uscì il 24 gennaio 1927.

### Conservazione
Copie complete della pellicola (35 mm Nitrato Positivo, 5 mm Acetato Dupe Negativo) si trovano conservate negli archivi della Library of Congress di Washington.